# Jan Hendrik de Boer
Pour les articles homonymes, voir de Boer.
Jan Hendrik de Boer (né le 19 mars 1899 à Ruinen, aujourd'hui englobée dans la nouvelle commune de De Wolden, mort le 25 avril 1971 à La Haye) est un physicien et un chimiste néerlandais. 

## Biographie
Il étudie à l'université de Groningue et travaille ensuite dans la recherche industrielle. Durant la Seconde Guerre mondiale, il est responsable d'un laboratoire de recherche dans le domaine de la défense contre les armes chimiques, d'abord aux Pays-Bas, ensuite au Royaume-Uni. Après la guerre, en 1950, il retourne aux Pays-Bas et enseigne à l'université technique de Delft. 
Il développe, en collaboration avec Eduard van Arkel, le procédé qui porte leurs noms, le procédé Van-Arkel-de-Boer qui permet de produire des métaux très purs et qui est particulièrement utilisé pour la production du Titane, du Zirconium et d'Hafnium. Il obtient également des avancées significatives dans la catalyse hétérogène.

## Sources
- (de) Cet article est partiellement ou en totalité issu de l’article de Wikipédia en allemand intitulé « Jan Hendrik de Boer » (voir la liste des auteurs).